# Schlossruine Thierbach

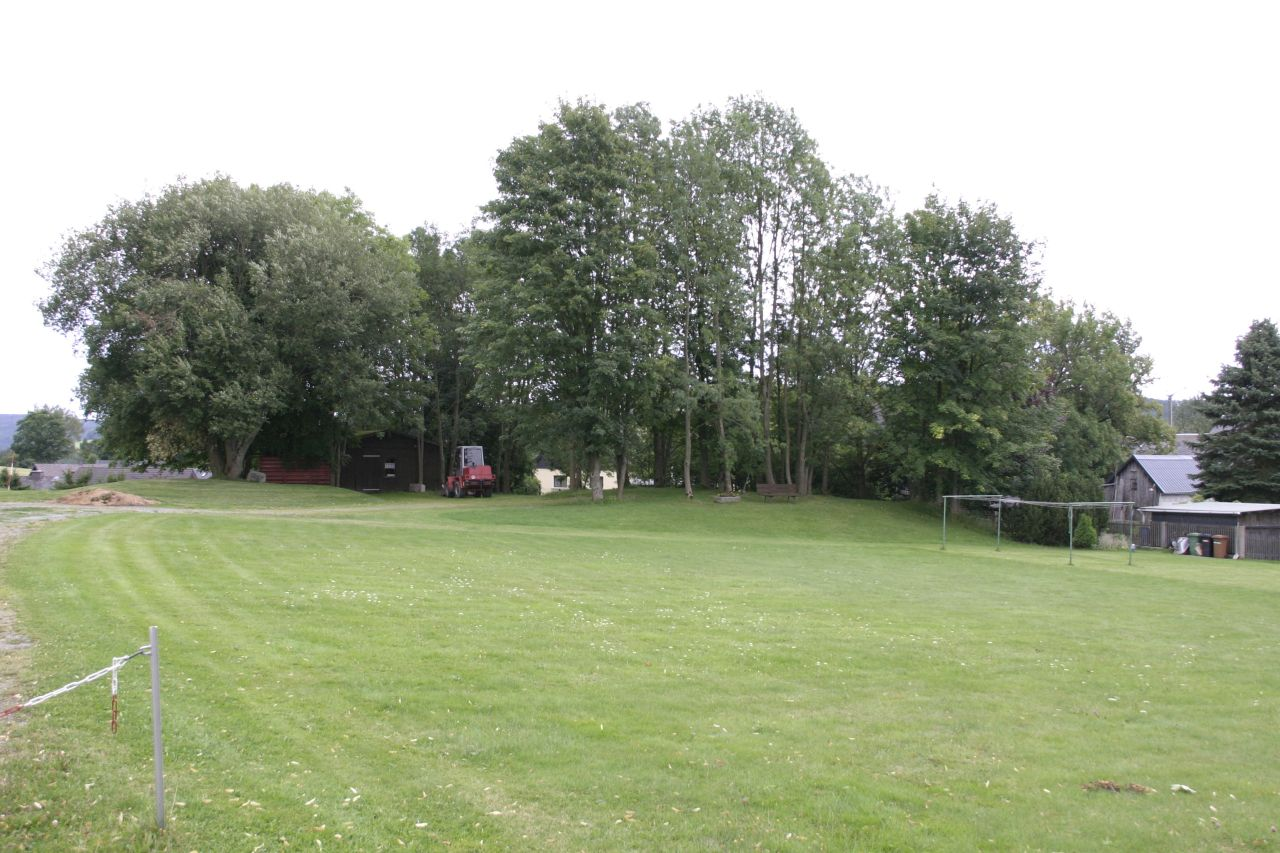
Schlossruine Thierbach

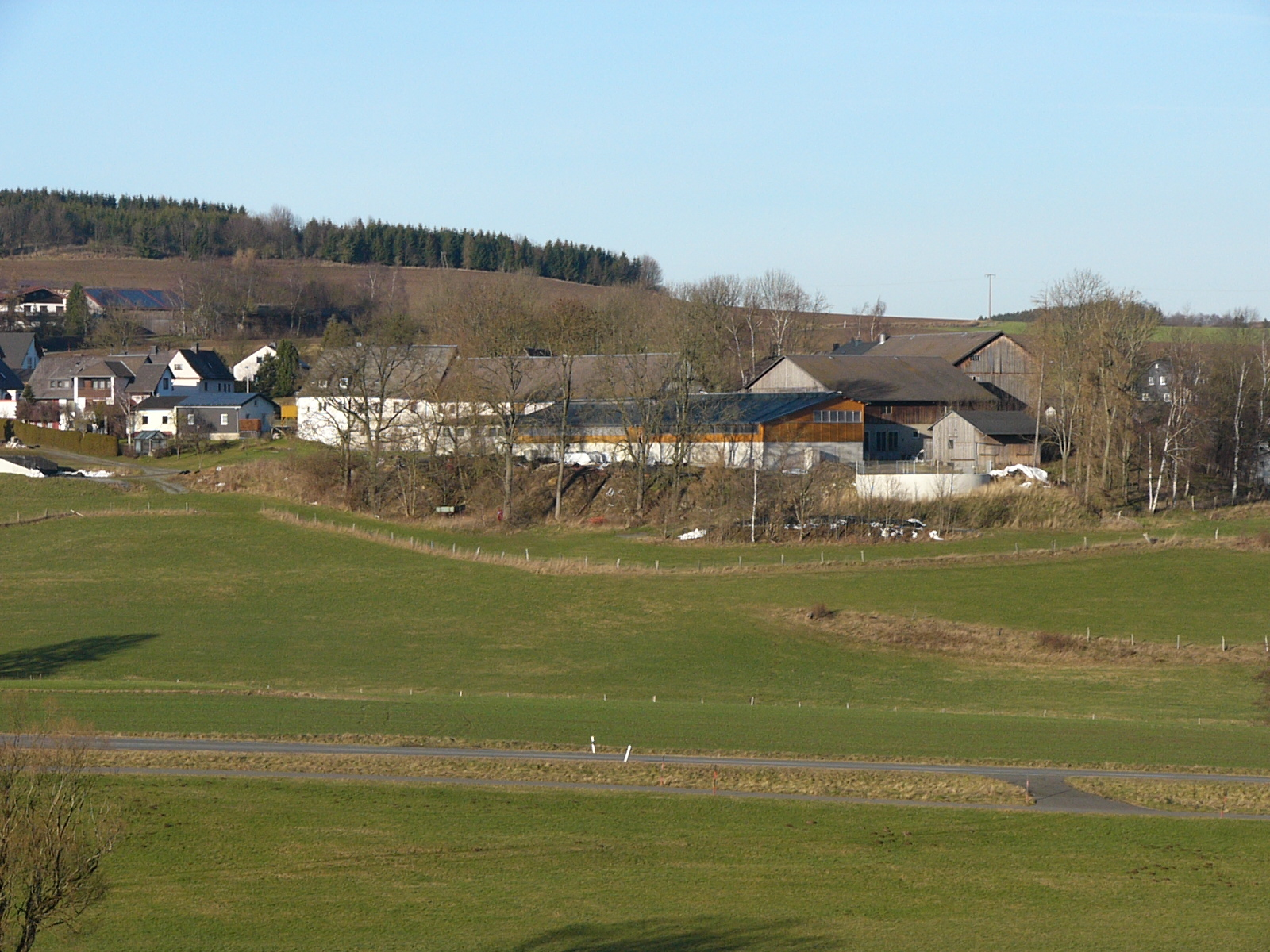
Schlossareal mit Wirtschaftsgebäuden

Die Schlossruine Thierbach liegt im Gemeindeteil Thierbach von Bad Steben im oberfränkischen Landkreis Hof.
Das Schloss wurde Ende des 15. Jahrhunderts von der Familie von Waldenfels erbaut. Im Zweiten Markgrafenkrieg wurde es 1554 von Truppen des Heinrich von Plauen und abermals im Dreißigjährigen Krieg zerstört. Das Schloss wurde immer wieder neu aufgebaut. Erst als mit dem Tod des Enoch von Waldenfels das erledigte Lehen 1727 an die Bayreuther Markgrafen heimfiel, wurde es dem Verfall preisgegeben. Die Glocken der Schlosskapelle brachte man nach St. Georgen. Johann Christoph Stierlein skizzierte die Ruine und nahm Vermessungen vor. Anfang des 19. Jahrhunderts verwendete man die Steine der Schlossruine zum Bau der Badeanlagen in Steben. Heute sind nur noch Mauerreste sichtbar.
Neben den Spuren des Schlosses sind Wirtschaftsgebäude als Baudenkmäler erhalten. Es handelt sich um ein Wohnstallhaus und Scheunen mit Satteldächern. Die Anlage liegt am Burgstall-Wanderweg des Frankenwaldvereins.
Die Einrichtung der Schlosskapelle wurde für die Gefängniskapelle des Zuchthauses Bayreuth verwendet.